# Tour of Britain 2005
Il Tour of Britain 2005, seconda edizione della corsa, si svolse dal 30 agosto al 4 settembre 2005 su un percorso di 764 km ripartiti in 6 tappe, con partenza da Glasgow e arrivo a Londra. Fu vinto dal belga Nick Nuyens della Quick Step davanti al danese Michael Blaudzun e allo spagnolo Javier Cherro.

## Tappe
| Tappa  | Data         | Percorso                                    | km  | Vincitore di tappa | Leader cl. generale |
| ------ | ------------ | ------------------------------------------- | --- | ------------------ | ------------------- |
| 1ª     | 30 agosto    | Glasgow > Castle Douglas                    | 185 | Nick Nuyens        | Nick Nuyens         |
| 2ª     | 31 agosto    | Carlisle > Blackpool                        | 160 | Roger Hammond      | Nick Nuyens         |
| 3ª     | 1º settembre | Leeds > Sheffield                           | 160 | Luca Paolini       | Nick Nuyens         |
| 4ª     | 2 settembre  | Buxton > Nottingham                         | 195 | Sergej Ivanov      | Nick Nuyens         |
| 5ª     | 3 settembre  | Birmingham > Birmingham (cron. individuale) | 4   | Nick Nuyens        | Nick Nuyens         |
| 6ª     | 4 settembre  | Londra > Londra                             | 60  | Luca Paolini       | Nick Nuyens         |
| Totale | Totale       | Totale                                      | 764 |                    |                     |

## Dettagli delle tappe

### 1ª tappa
- 30 agosto: Glasgow > Castle Douglas – 185 km

| Pos. | Corridore        | Squadra     | Tempo    |
| ---- | ---------------- | ----------- | -------- |
| 1    | Nick Nuyens      | Quick Step  | 4h24'32" |
| 2    | Michael Blaudzun | CSC         | a 2"     |
| 3    | Jeremy Hunt      | MrBookmaker | a 3"     |

| Pos. | Corridore        | Squadra     | Tempo    |
| ---- | ---------------- | ----------- | -------- |
| 1    | Nick Nuyens      | Quick Step  | 4h24'20" |
| 2    | Michael Blaudzun | CSC         | a 7"     |
| 3    | Jeremy Hunt      | MrBookmaker | a 0"     |

### 2ª tappa
- 31 agosto: Carlisle > Blackpool – 160 km

| Pos. | Corridore      | Squadra           | Tempo    |
| ---- | -------------- | ----------------- | -------- |
| 1    | Roger Hammond  | Discovery Channel | 3h58'48" |
| 2    | Robin Sharman  | ReCycling.co.uk   | a 5"     |
| 3    | Mark Cavendish | Sparkasse         | a 10"    |

| Pos. | Corridore        | Squadra         | Tempo    |
| ---- | ---------------- | --------------- | -------- |
| 1    | Nick Nuyens      | Quick Step      | 8h23'18" |
| 2    | Michael Blaudzun | CSC             | a 7"     |
| 3    | Javier Cherro    | Com. Valenciana | a 10"    |

### 3ª tappa
- 1º settembre: Leeds > Sheffield – 160 km

| Pos. | Corridore       | Squadra         | Tempo    |
| ---- | --------------- | --------------- | -------- |
| 1    | Luca Paolini    | Quick Step      | 4h27'24" |
| 2    | Bram Schmitz    | T-Mobile        | s.t.     |
| 3    | Russell Downing | ReCycling.co.uk | a 2"     |

| Pos. | Corridore        | Squadra         | Tempo     |
| ---- | ---------------- | --------------- | --------- |
| 1    | Nick Nuyens      | Quick Step      | 12h54'21" |
| 2    | Michael Blaudzun | CSC             | a 7"      |
| 3    | Javier Cherro    | Com. Valenciana | a 10"     |

### 4ª tappa
- 2 settembre: Buxton > Nottingham – 195 km

| Pos. | Corridore     | Squadra         | Tempo    |
| ---- | ------------- | --------------- | -------- |
| 1    | Sergej Ivanov | T-Mobile        | 4h24'17" |
| 2    | Evan Oliphant | ReCycling.co.uk | s.t.     |
| 3    | Kazuo Inoue   | Bridgestone     | s.t.     |

| Pos. | Corridore        | Squadra         | Tempo     |
| ---- | ---------------- | --------------- | --------- |
| 1    | Nick Nuyens      | Quick Step      | 17h28'44" |
| 2    | Michael Blaudzun | CSC             | a 7"      |
| 3    | Javier Cherro    | Com. Valenciana | a 10"     |

### 5ª tappa
- 3 settembre: Birmingham > Birmingham (cron. individuale) – 4 km

| Pos. | Corridore         | Squadra    | Tempo |
| ---- | ----------------- | ---------- | ----- |
| 1    | Nick Nuyens       | Quick Step | 4'54" |
| 2    | Kurt Asle Arvesen | CSC        | s.t.  |
| 3    | Michael Blaudzun  | CSC        | a 1"  |

| Pos. | Corridore        | Squadra         | Tempo     |
| ---- | ---------------- | --------------- | --------- |
| 1    | Nick Nuyens      | Quick Step      | 17h33'38" |
| 2    | Michael Blaudzun | CSC             | a 8"      |
| 3    | Javier Cherro    | Com. Valenciana | a 23"     |

### 6ª tappa
- 4 settembre: Londra > Londra – 60 km

| Pos. | Corridore     | Squadra           | Tempo    |
| ---- | ------------- | ----------------- | -------- |
| 1    | Luca Paolini  | Quick Step        | 1h30'54" |
| 2    | Enrico Degano | Barloworld        | s.t.     |
| 3    | Roger Hammond | Discovery Channel | s.t.     |

| Pos. | Corridore        | Squadra         | Tempo     |
| ---- | ---------------- | --------------- | --------- |
| 1    | Nick Nuyens      | Quick Step      | 19h04'32" |
| 2    | Michael Blaudzun | CSC             | a 8"      |
| 3    | Javier Cherro    | Com. Valenciana | a 22"     |

## Classifiche finali

### Classifica generale
| Pos. | Corridore           | Squadra                     | Tempo     |
| ---- | ------------------- | --------------------------- | --------- |
| 1    | Nick Nuyens         | Quick Step                  | 19h04'32" |
| 2    | Michael Blaudzun    | Team CSC                    | a 8"      |
| 3    | Javier Cherro       | Comunidad Valenciana        | a 22"     |
| 4    | Phil Zajicek        | Navigators                  | a 33"     |
| 5    | Benjamin Day        | MrBookmaker-Sports Tech     | a 35"     |
| 6    | Frederik Veuchelen  | Chocolade Jacques-T-Interim | a 39"     |
| 7    | Michael Rogers      | Quick Step                  | a 1'09"   |
| 8    | Jurgen Van De Walle | Landbouwkrediet-Colnago     | a 1'20"   |
| 9    | Yanto Barker        | Driving Force Logistics     | a 1'24"   |
| 10   | Erwin Thijs         | MrBookmaker-Sports Tech     | a 1'28"   |